# Bella Vista (Buenos Aires)
Bella Vista è una località argentina situata nella zona nordest della Grande Buenos Aires, nella provincia di Buenos Aires; appartiene al Dipartimento di San Miguel.